# Köznevelés

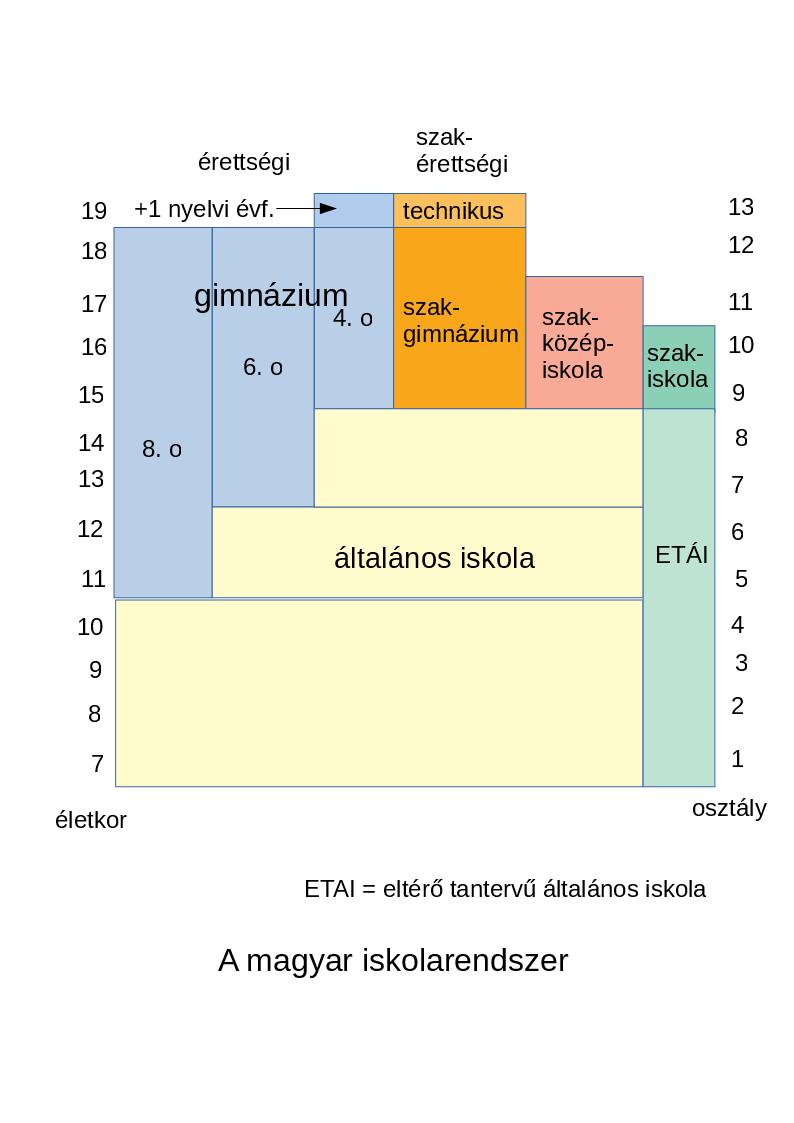
A magyar közoktatás rendszere 2018-ban

A közoktatás mint gyűjtőfogalom magában foglalja az óvodai nevelést, az iskolai nevelést és oktatást, valamint a kollégiumi nevelést.

### Története
1918-as megfogalmazás szerint: "A közoktatás új rendszere az egyenlőség elvén alapul s a társadalmi osztályok közötti különbség megszüntetésére törekszik. Tiszteletben tartja az egyéni szabadságot, de az állampolgári erények és köztudat kialakulását legfőbb feladatának tartja. A műveltséget közvagyonnak tekinti, a melyből meríteni s minél magasabb színvonalat elérni joga van minden állampolgárnak, de az állam általános műveltségi színvonalának elérése nemcsak jog, hanem állampolgári kötelesség is, az ép és egészséges polgárnak művelt polgárnak is kell lennie."

### Az 1993. évi törvény
A közoktatásról szóló 1993. évi LXXIX. törvény bevezetője szerint: "A Magyar Köztársaság Alkotmányában meghatározott művelődéshez való jog esélyegyenlőség alapján való gyakorlása, a lelkiismereti meggyőződés szabadságára és a vallásszabadság, a hazaszeretetre nevelés érvényesülése, a nemzeti és etnikai kisebbségek anyanyelvi oktatáshoz való jogának megvalósulása, a tanszabadság és a tanítás szabadságának érvényesülése."

## A fogalom cseréje köznevelésre
A nemzeti köznevelésről szóló 2011. évi CXC. törvény a közoktatás helyett a köznevelés kifejezést alkalmazza.

## Érdekességek
Az általános iskolai tanárok 87,3 százaléka, a középiskolai tanárok 68 százaléka nő (2007).